# Protoribates praeoccupatus
Protoribates praeoccupatus är en kvalsterart som beskrevs av Subías 2004. Protoribates praeoccupatus ingår i släktet Protoribates och familjen Protoribatidae. Inga underarter finns listade i Catalogue of Life.